# The Madness (sèrie de televisió)
The Madness és una minisèrie de thriller de conspiració estatunidenca creada per Stephen Belber per a Netflix. Colman Domingo protagonitza la sèrie com un expert dels mitjans de comunicació que ha d'esborrar el seu nom després que accidentalment es trobi amb un assassinat al bosc. La sèrie es va estrenar el 28 de novembre de 2024, amb vuit episodis, i amb subtítols al català.
La sèrie es va encarregar el febrer de 2023 amb Colman Domingo de protagonista. Un mes més tard, es va confirmar la incorporació de Marsha Stephanie Blake, Gabrielle Graham, John Ortiz, Tamsin Topolski i Thaddeus J. Mixson en el repartiment.